# 国士舘短期大学
国士舘短期大学（こくしかんたんきだいがく、英語: Kokushikan Junior College）は、東京都町田市広袴1-1-1に本部を置いていた日本の私立大学である。1953年に設置され、2003年に廃止された。

## 概要

### 大学全体
- 東京都町田市に所在した日本の私立短期大学で、設置主体は学校法人国士舘[1]。
- 1953年に開学[注 1]。当初は2学科体制、のちに増設により最大3学科を擁していたが、順次国士舘大学の学部に改組され、最終的には国文科のみ1学科となった。当初は男子学生の方が割合として多いものとなっていたが、時代の流れとともに変化し、近年では女子学生の方が圧倒的に多いものとなっていた。
- 2001年度の入学生を最後に[注釈 2]、2003年に短期大学としての使命を終える[2]。

### 建学の精神（校訓・理念・学是）
- 国士舘大学を参照。

### 教育および研究
- 国文学に関する専門教育が行われていた。かつては、経済学や体育学の各専門教育も行われていた。

### 学風および特色
- 大学にも類似した学科が設置されていた。

## 沿革
- 1949年
  - 10月 文部省[注釈 3]に短期大学[注 3]の設置認可に関する申請を以下の通り行う[注 4]。なお、学科・専攻は以下の通りとなっている[7]。
    - 国語科 入学定員100
- 1950年
  - 3月 設置が認可されず、申請を一旦見送る。
- 1951年
  - 3月12日 学校法人国士舘の設置が認可される[8]。
- 1953年
  - 3月23日 左記を以て文部省[注 5]より短期大学の設置が認可される[注釈 4]。
  - 4月1日 国士舘短期大学が以下の学科体制にて開学する[注釈 4]。
    - 国文科 入学定員40名
    - 経済科第二部 入学定員40名
- 1954年
  - 5月1日 学生数[10]/定員
    - 国文科 44[注釈 5]/80
    - 経済科第二部 127[注釈 5]/80
- 1956年
  - 4月1日 以下の学科を増設する[11]。
    - 体育科 入学定員100名 修業年限昼間3年制
- 1957年
  - 4月1日 体育科の学生募集をこの年度で最終とする[注 6]。
- 1958年
  - 5月1日 学生数[14]/定員
    - 国文科 50[注 7]/80
    - 経済科 78[注釈 5]/80
    - 体育科 3[注釈 5]/200
- 1959年
  - 5月1日 学生数[15]/定員
    - 国文科 42[注 8]/80
    - 経済科 193[注釈 5]/80
    - 体育科 1[注釈 5]/100
- 1960年
  - 3月31日 左記をもって体育科を廃止とする[16]。
- 1964年
  - 4月1日 この年度で経済科第二部の学生募集を最後とする[注 9]。
  - 5月1日 学生数[19]/定員
    - 国文科 228[注 10]/80
    - 経済科第二部 446[注 11]/80
- 1965年
  - 5月1日 学生数[20]/定員
    - 国文科 306[注 12]/80
    - 経済科第二部 171[注 13]/80
- 1966年
  - 3月31日 左記をもって経済科第二部を正式に廃止とする[21]。
- 1977年
  - 4月1日 国文科の入学定員を40→80に増員[22]。
  - 5月1日 学生数[23]/定員
    - 国文科 423[注 14]/120
- 1989年
  - 4月1日 国文科の入学定員を80→150に増員[24]。
- 1989年
  - 5月1日 学生数[25]/定員
    - 国文科 325[注 15]/230
- 1992年
  - 5月1日 学生数[注 16]/定員
    - 国文科 449[注 17]/300
- 1999年
  - 5月1日 学生数[28]/定員
    - 国文科 322[注 18]/300
- 2001年
  - 4月1日 この年度で学生募集を終了[注釈 2]。
- 2003年
  - 5月30日 左記をもって正式に廃止認可[2]。

## 基礎データ

### 所在地
- 東京都町田市広袴1-1-1[注釈 1]

### 象徴
- 象徴を参照。ほか、右記資料も参照のこと[29]。

## 教育および研究

### 組織

#### 学科
- 国文科 入学定員150名[注 19]
- 経済科第二部 入学定員40名[注 20]
- 体育科 入学定員100名[注 21]

#### 専攻科
- なし

#### 別科
- なし

#### 取得資格について
資格
- 司書教諭 国文科にて設置されていた[注 22]。

教職課程
- 中学校教諭二種免許状が設置されていた。
  - 国語
  - 職業 経済科[39]
  - 保健体育 一時期設置されていた体育科に設けられていたものとみられる。
- 当初は高等学校教諭免許状が、国文科で「国語」、経済科で「商業」が併設されていた[39]。
- かつては、小学校教諭二級免許や幼稚園教諭二級免許を取得するための特別講座が開講されていた[29]。

### 研究
- 『国士舘短期大学紀要』[40]

## 学生生活

### 学園祭
- 国士舘短期大学の学園祭は「鶴川祭」と呼ばれていた。詳細は国士舘大学を参照。

## 大学関係者と組織

### 大学関係者一覧

#### 大学関係者
歴代学長
- 柴田徳次郎
- 柴田梵天
- 松島博
- 佐藤俊夫
- 三浦信行

#### 出身者
- 谷口雅彦　写真家（昭和62年度卒業）

## 施設

### キャンパス
- 国士舘大学鶴川キャンパス内に短大が設置されていた。但し、短大独自の校舎はなく全て大学と共同使用となっていた。

### 寮
- 国士舘短期大学には「すみれ寮」と呼ばれる学生寮があった。

## 対外関係

### 系列校
- 国士舘大学
- 国士舘中学校・高等学校

## 卒業後の進路について

### 編入学･進学実績
- 系列の国士舘大学以外では群馬大学・信州大学・秋田経済法科大学・東京成徳大学・杏林大学・工学院大学・駒澤大学・大東文化大学・帝京大学・東洋大学・二松学舎大学・文化女子大学・文教大学・法政大学・武蔵大学・明星大学・目白大学・立正大学・関東学院大学・相模女子大学・鶴見大学・敬和学園大学・金沢経済大学・同志社女子大学・花園大学・梅花女子大学・神戸親和女子大学ほか[41]。